# Finally (singel)
Finally – singiel amerykańskiej piosenkarki Fergie, promujący jej debiutancki album studyjny The Dutchess. Piosenkę wydano 26 lutego i 18 marca 2008, jako singel promocyjny. Gościnnie w piosence występuje John Legend, grając na fortepianie. Autorem tekstu jest John Legend, Stacy Ferguson i Stefanie Ridel.

## Promocja
- Fergie i John Legend wykonali piosenkę razem na 50-leciu Nagrody Grammy
- Wokalista wykonała piosenkę wiele razy w telewizji, zwłaszcza w "Clark" w 2008 roku, "Dick Year's Rockin 'Eve Nowe" i "The Tyra Banks Show".
- Piosenka została wykonana w programie Idol Gives Back Show, w środę 9 kwietnia 2008, a także w jednym z odcinku serialu "Dance on Sunset".

## Pozycje
Piosenka stała się numerem jeden na Billboard 200. Singlowi nie udało się zadebiutować na Hot 100, ponieważ jego sprzedaż i airplay były stosunkowo słabe. Piosenka zdobyła umiarkowany sukces na Pop 100 i Canadian Hot 100, gdzie zadebiutowała na #67 i #61 pozycji. Teledysk do piosenki nagrano w Los Angeles, a reżyserował go Marc Webb, jednak wideoklipu nigdy nie wydano.

## Lista utworów
1. "Finally" (feat. John Legend) (Radio Version) - 3:45